# Mitsubishi FTO
Mitsubishi FTO – sportowe coupé produkowane przez japońską firmę Mitsubishi Motors w latach 1994-2000. Samochód miał być sprzedawany wyłącznie na rynku rodzimym, dzięki popularności za oceanem zdecydowano się jednak na limitowaną sprzedaż modelu w innych rejonach świata. Samochód zdobył w latach 1994-95 tytuł Car of the Year Japan. Nazwa FTO to akronim od "Fresh Touring Origination", nawiązuje ona do modelu Galant FTO coupé z roku 1971. Samochód dostępny był jedynie jako 2-drzwiowe przednionapędowe coupé. Do napędu używano silników R4 oraz V6.

## Dane techniczne
| Model                      | FTO 1,8                           | FTO V6                             | FTO V6 GPX                         |
| -------------------------- | --------------------------------- | ---------------------------------- | ---------------------------------- |
| Typ silnika                | R4, 4 zawory na cylinder, SOHC    | V6, 4 zawory na cylinder, DOHC     | V6, 4 zawory na cylinder, DOHC     |
| Pojemność                  | 1,8 l (1834 cm³)                  | 2,0 l (1998 cm³)                   | 2,0 l (1998 cm³)                   |
| Średnica x skok tłoka      | 81,0 mm × 89,0 mm                 | 78,4 mm × 69,0 mm                  | 78,4 mm × 69,0 mm                  |
| Stopień sprężania          | b/d                               | b/d                                | 10,0:1                             |
| Moc maksymalna             | 127 KM (93 kW) przy 6000 obr./min | 172 KM (127 kW) przy 7000 obr./min | 200 KM (147 kW) przy 7300 obr./min |
| Maksymalny moment obrotowy | b/d                               | b/d                                | 199 N•m przy 6000 obr./min         |
| Przyspieszenie 0-100 km/h  | b/d                               | b/d                                | 7,5 s                              |
| Prędkość maksymalna        | b/d                               | b/d                                | 225 km/h                           |

## Poziom rocznej produkcji
| Rok  | Poziom produkcji |
| ---- | ---------------- |
| 1994 | 20074            |
| 1995 | 9741             |
| 1996 | 2928             |
| 1997 | 1960             |
| 1998 | 1033             |
| 1999 | 616              |
| 2000 | 160              |

(Źródło: Fact & Figures 2000, Fact & Figures 2005, Mitsubishi Motors)